# Daltonia subangustifolia
Daltonia subangustifolia är en bladmossart som beskrevs av Ferdinand François Gabriel Renauld och Jules Cardot 1905. Daltonia subangustifolia ingår i släktet Daltonia och familjen Daltoniaceae. Inga underarter finns listade i Catalogue of Life.